# Penelope (geslacht)
Penelope is een geslacht van vogels uit de familie sjakohoenders en hokko's (Cracidae).

## Soorten
Het geslacht kent de volgende soorten:
- Penelope albipennis  – Witvleugelsjakohoen
- Penelope argyrotis  – Bandstaartsjakohoen
- Penelope barbata  – Baardsjakohoen
- Penelope bridgesi  – Yungassjakohoen
- Penelope dabbenei  – Roodmaskersjakohoen
- Penelope jacquacu  – Spix' sjakohoen
- Penelope jacucaca  – Witbrauwsjakohoen
- Penelope marail  – Marailsjakohoen
- Penelope montagnii  – Andessjakohoen
- Penelope obscura  – Grijspootsjakohoen
- Penelope ochrogaster  – Rossig sjakohoen
- Penelope ortoni  – Ortons sjakohoen
- Penelope perspicax  – Caucasjakohoen
- Penelope pileata  – Witkuifsjakohoen
- Penelope purpurascens  – Kuifsjakohoen
- Penelope superciliaris  – Witvoorhoofdsjakohoen